# Olé, Olé, Olé
Olé, Olé, Olé (z hiszpańskiego: Oé, Oé, Oé) – popularna wśród kibiców piłkarskich piosenka pochodzenia hiszpańskiego.
Jak w roku 1982 doniosła hiszpańska gazeta La Vanguardia, jej pierwsze wykonanie miało miejsce podczas meczu finałowego ligi hiszpańskiej, gdy to Real Sociedad zdobywał mistrzostwo, a kibice na stadionie Atotxa Stadium w San Sebastián zaintonowali "Campeones, campeones, hobe, hobe, hobe", co oznacza "Mistrzowie, mistrzowie, jesteśmy najlepsi". Trzy ostatnie słowa pochodzą z języka Basków. Piosenka zdobyła popularność w całej Hiszpanii jako "Oé, Oé, Oé", co później wpływy obce oraz media przeinaczyły na "Olé, Olé, Olé".
Samo słowo "olé" odnosi się raczej do corridy.
W roku 1985 z inicjatywy Hansa Kustersa, szefa belgijskiego wydawnictwa Hans Kusters Music, producenta Rolanda Verloovena powstała piosenka dla mistrza belgijskiej ligi piłkarskiej, klubu Anderlecht pt. "Anderlecht Champion". Kompozycji podjął się Roland Verlooven (pod pseudonimem Armath) oraz Deja, a zaśpiewał po francusku i flamandzku belgijski piosenkarz Grand Jojo, wraz z piłkarzami R.S.C. Anderlecht. Utwór został wydany w tym samym roku przez Disques Vogue.
Rok później autorzy wydali kolejną wersję tego utworu pt. "E Viva Mexico", wprowadzając do niego refren "Olé, Olé, Olé, Olé, We are the champions".
W roku 1987, Roland Verlooven wyprodukował najpopularniejszą wersję utworu, "Olé, Olé, Olé (The Name of the Game)". Nagrał ją z grupą zwaną "The Fans" i opublikował w ramach Hans Kusters Music. W Hiszpanii piosenkę wydało wydawnictwo Discos Games, a w Niemczech ZYX Records Benrharda Mikulskiego.
Ta wersja zdobyła ogromną popularność stając się częścią oprawy wielu meczów piłkarskich na całym świecie.